# Hajdú-Bihari Napló
A Hajdú-Bihari Napló a Mediaworks által kiadott és a KESMA által tulajdonolt kormánypárti napilap.
Az újság utcai árusítás útján, előfizetéssel és online jut el az olvasókhoz. Mintegy 179 ezer olvasója van, akiknek 95%-a előfizető.[mikor?] A lap tematikus tartalmai: Gazdaság, Rendelő, Gyógyír, Gasztronómia, Kiskert, Ingatlan, Autó, Munkavállalás, Biztonság, Multimédia stb. Vannak rendszeresen megjelenő tematikus mellékletei is: Otthon, Egészség, Utazás, Virágkarnevál stb. Péntekenként 8 oldalas TV Plusz magazinnal együtt kerül az olvasókhoz. Zömmel saját anyagból dolgozik, aminek 80–85%-a helyi tudósítás; a többi hírügynökségi.

## Története
Első száma, akkor még Néplap néven 1944-ben jelent meg. Az indító ok részben a második világháború, részben pedig a friss információk iránti igény. A Hajdú-bihari Napló a szocializmus évtizedei alatt - csakúgy, mint a többi megyei napilap - a párt, vagyis az MSZMP lapja volt, tehát kiadóként a párt felügyelte. Ez nyilvánvaló kötelezettségekkel járt - a párthírek mennyisége és milyensége előre meghatározott és felügyelt volt -, a politikában nem lehetett túl nagy az újságírók mozgástere: de az minden magyar napilapra igaz volt akkoriban. Ezzel együtt értékes, valós újságírói teljesítmények azokban az időkben is születtek, igaz, a rendszerváltásig aligha lehetett volna a Napló vezető újságírója a párt számára nem megfelelő ember. A lap 1991-ben került osztrák tulajdonba.

### Vasárnapi Napló
2000-től 2013-ig olvasható volt a Vasárnapi Napló, mely híreket és beszámolókat adott Hajdú-Bihar megye életéről, emellett bel- és külpolitikai eseményekről is tájékoztatott. Az Axel Springer kiadásában megjelenő igényes, izgalmas, olvasmányos lap, a megyei napilap vasárnapi számaként jelent meg.

## Rovatok
- Országban-világban
- Megyénkből
- Aktuális
- Gazdaság
- Mikor, hová?
- Multimédia
- Fórum
- Sport
- Hűségoldal
- Debrecen (heti 5 vidéki mutáció Debrecennel párhuzamosan)
- 112
- Autós
- Utazás
- Képriport
- Műsor
- Interjú
- Fókuszban
- Pályázat
- Állásoldal
- Egészségtár
- Gasztronómia
- Gyógyír
- Napló tippjei
- Szolgáltatás
- Napról napra

## Mellékletek
- Tv Plusz
- 50 ifjú tehetség
- Fejlesztési magazin
- Polgármesterek
- Karneváli magazin
- Héthatár
- Iparkamara
- Otthonkert
- Hűségmagazin
- Debreceni nyár
- Esküvői magazin
- Kuponmagazin

## Hűségprogram
A Hajdú-bihari Napló nagyszabású hűségprogramja 2009-ben kezdődött. A programhoz kapcsolódó hűségkártya felmutatásával a kártyabirtokos és családja a hűségprogramban részt vevő elfogadóhelyen, üzletben, szolgáltatónál kedvezménnyel vásárolhat. 2013 év végére közel 200-ra nőtt a kártyaelfogadó-helyek száma, olyan partnerek csatlakoztak a programhoz, amelyeknél napi gyakorisággal használható a hűségkártya. A Hajdú-bihari Napló a Hűségkártyát kizárólag az egy éven túli, vagy éves szerződéssel rendelkező előfizetői számára bocsátotta ki.

## Szerkesztőség
- Kiss László (főszerkesztő)
- Ratalics László (főszerkesztő-helyettes)[4]
- Szabó Katalin (szerkesztő, újságíró)
- Fábián György (szerkesztő, újságíró)
- Petneházi Attila (szerkesztő, újságíró)
- Kovács Zsolt (szerkesztő, újságíró)
- Fabók Ágnes (szerkesztő, újságíró)
- Szőke Tímea (szerkesztő, újságíró)
- Égerházi Péter (szerkesztő, újságíró)
- Barak Beáta (szerkesztő, újságíró)
- Orosz Csaba (újságíró)
- Horváth Borbála (újságíró)
- Szabó Zsolt László (újságíró)

Sportrovat:
- Boros Norbert (sportrovat vezető)
- Tamás Nándor (szerkesztő, újságíró)
- Szabó Dóra (szerkesztő, újságíró)

## Példányszám
- 1997-ben: 62 000 naponta
- 2007-ben: 50 000 naponta[5]
- 2009-ben: 42 400 naponta[6]
- 2012-ben: 35 215 naponta